# Störtebekerkanal
Der Störtebekerkanal (gelegentlich auch Störtebeker-Graben) ist eine Wasserstraße am westlichen Stadtrand von Norden in Ostfriesland. Er verbindet das Leyhörner Sieltief mit dem Norder Tief.

## Geschichte
Das Norder Tief war anfangs eine direkte Verbindung von der Leybucht zum Hafen der Stadt Norden. Der zunehmenden Verschlickung des Mündungsbereichs begegnete man 1929 mit dem Bau des Leybuchtsiels. Da das Oberflächenwasser aber nur bei Niedrigwasser abfließen konnte, wurde 1962 ein zusätzliches Schöpfwerk errichtet.
Die fortschreitende Verschlickung der Leybucht machte die Schifffahrt auf dem Wattfahrwasser immer schwieriger. Bis 1991 entstand westlich der Leybucht die vorgelagerte künstliche Halbinsel Leyhörn mit dem Leysiel und einem Speicherbecken sowie dem Leyhörner Sieltief, das auch als Zufahrt nach Greetsiel diente. Östlich davon wurde danach als neues Hochwasserschutz-Bauwerk der Störtebekerdeich gebaut, binnendeichs entstand in den 1990er Jahren der Störtebekerkanal als Verbindung zwischen dem Leyhörner Sieltief und dem alten Leybuchtsiel an der Mündung des Nordertiefs. Das Norder Tief entwässert seitdem durch diesen Kanal, das Leyhörner Sieltief und das Leysiel in die Nordsee.

## Funktion
Durch den Störtebekerkanal ist der Wasserweg bis zum Norder Hafen wieder schiffbar und es kann jetzt durchgängig gesielt werden.